# Yūko Fueki
Yūko Fueki (笛木 優子 Fueki Yūko?,  Tokio, Japón, 21 de junio de 1979) es una actriz japonesa, cuya carrera ha sido desarrollada en su mayoría en Corea del Sur, donde es conocida bajo el nombre de Yoo Min (en hangul, 유민).

## Primeros años
Fueki nació el 21 de junio de 1979 en la ciudad de Tokio, pero fue criada en Hasuda, Saitama. Asistió a la Escuela Preparatoria del Distrito de Nakano y posteriormente a la Nitobe Bunka Junior & Senior High School, donde se graduó. Completó un curso de coreano en la Universidad de Mujeres Ewha en Corea del Sur y más adelante se inscribió en la Universidad de Hanyang.

## Carrera
Fueki hizo su debut cinematográfico en la película Hotaru de 2001; el mismo año debutó en la televisión coreana. Fueki es más popular en Corea del Sur que en su país de origen. Fue objeto de una disputa legal entre la compañía coreana A Stars y la agencia japonesa de talentos Riku Corporation.
En 2005, las escenas de desnudos de la película Sinseolguk (conocida como Shin Yukiguni en Japón) causaron un breve escándalo para Fueki, puesto que el lanzamiento en coreano de la película siguió a la sesión de fotos desnuda que había tenido luhar pocos meses antes. Por un tiempo, el sitio web de la película recibió tantos visitantes que colapsó.

## Filmografía

### Películas
- Hotaru (2001)
- Shin Yukiguni (2001)
- Jump (2003)
- Blue Swallow (2005)
- APT (2006)
- Meon (2007）
- Daichi no uta （2011)
- Marrying the Mafia IV (2011)
- Marrying the Mafia V (2012)

### Televisión
- Tenki Yoho no Koibito (2000, Fuji Television)
- Joshiana (2001, Fuji Television)
- Wuri's Family (2001, MBC)
- Let's Get Married (2002, KBS)
- All In (2003, SBS)
- Good Man (Joh-eun Sa-ram; 2003, MBC)
- Abgujeong Jonggajip (2003-2004, SBS)
- Stained Glass (2004-2005, SBS)
- Bad Housewife (2005, SBS)
- Attention Please (2006, Fuji Television)
- Bad guys (2007, TV Asahi)
- Hotelier (2007, TV Asahi)
- IRIS (2009, KBS) - como Eriko Sato
- Life is Beautiful (SBS, 2010）
- IRIS II: New Generation (KBS2, 2013) - como Eriko Sato